# Obelisk von Philae

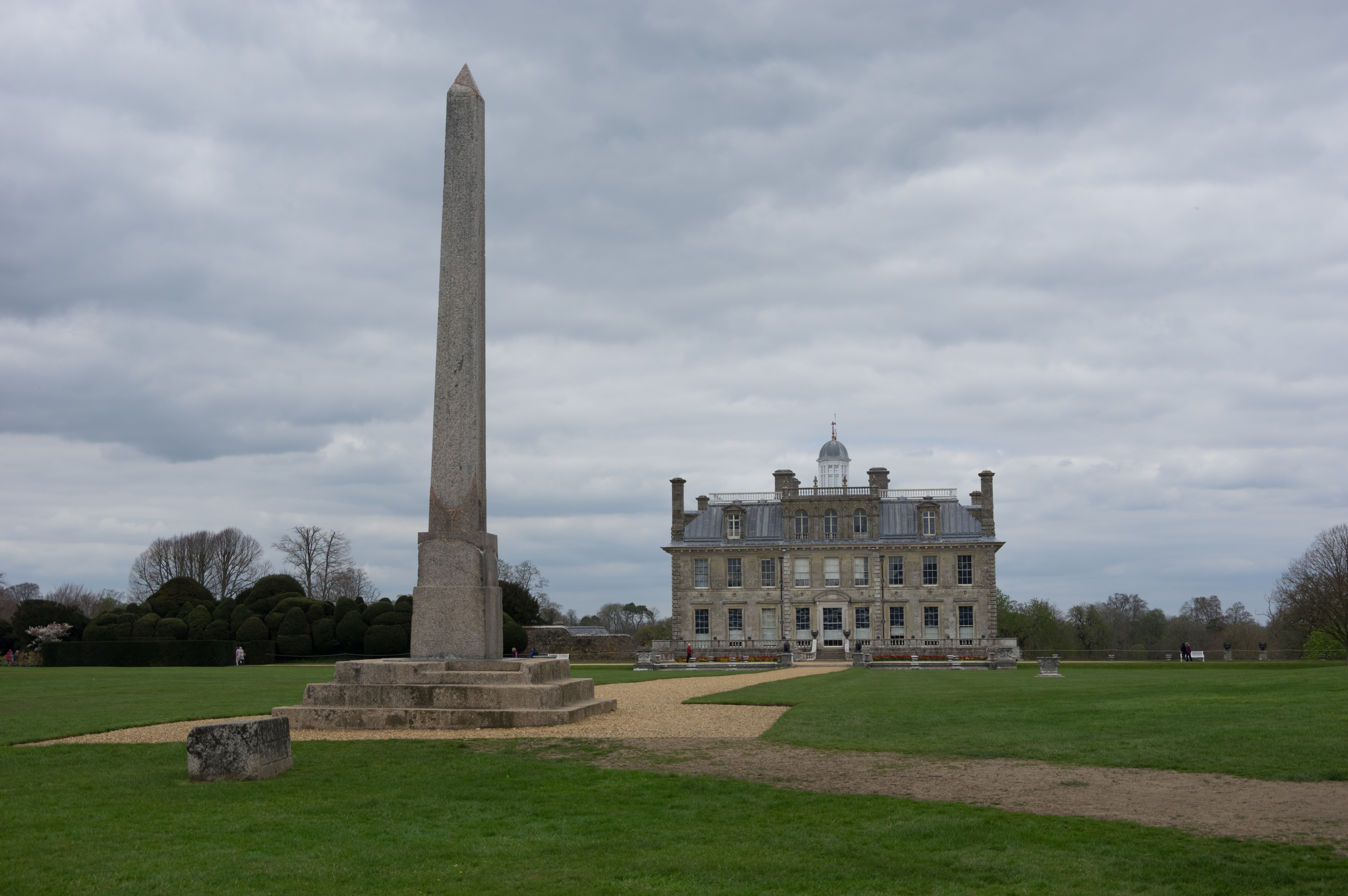
Der Obelisk von Philae mit Kingston Lacy im Hintergrund

Der Obelisk von Philae ist ein Obelisk aus rotem Granit, der 1815 auf der oberägyptischen Insel Philae gefunden und kurze Zeit später von dem englischen Forschungsreisenden William John Bankes erworben und nach Dorset, England, gebracht wurde. Die auf ihm angebrachte Inschrift spielte eine wichtige Rolle bei der erstmaligen Entzifferung der altägyptischen Hieroglyphen.

## Beschreibung

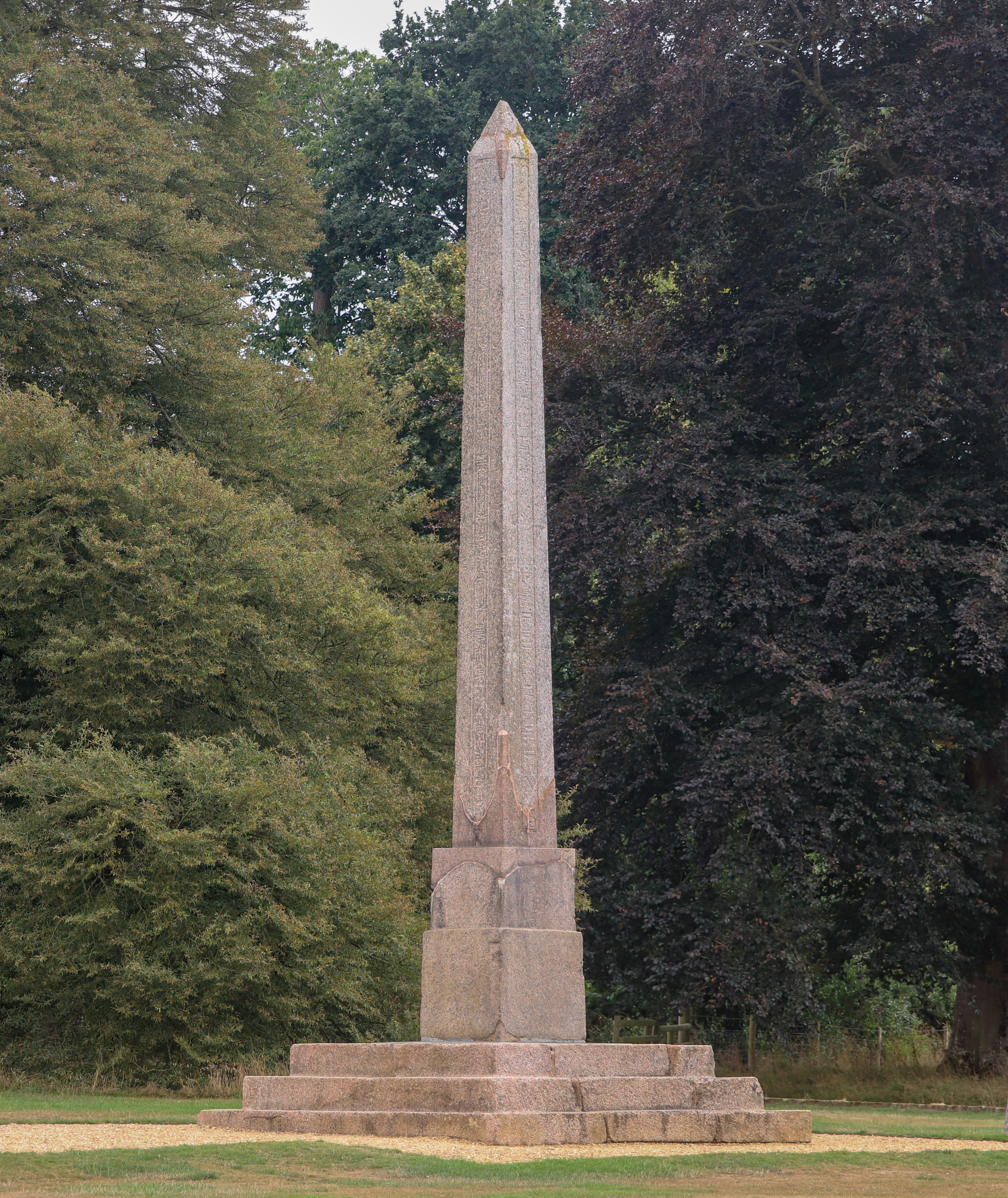
Der erhaltene Obelisk von Philae

Der Obelisk war ursprünglich einer von zwei Obelisken, die am östlichen Pylon des Isis-Tempels in Philae standen. Der zweite Obelisk wurde bereits in der Antike in Stücke gebrochen. Das heute noch erhaltene Exemplar besteht aus einem langen Schaft, der von einem Pyramidion gekrönt wird und auf einer rechteckigen Basis ruht. Der untere Teil des Schafts ist eine moderne Restaurierung. Einschließlich des modernen Sockels ist der Obelisk etwa sieben Meter hoch.
Auf dem Schaft des Obelisken befindet sich eine Inschrift in ägyptischen Hieroglyphen, die Ptolemaios VIII. sowie dessen Ehefrau und Nichte Kleopatra III. ehrt und in die Zeit von 131 bis 124 v. Chr. datiert werden kann.
Etwas später, als neben Kleopatra III. auch Kleopatra II., die Ehefrau und Schwester Ptolemaios’ VIII., wieder an der Herrschaft beteiligt war, entstand die griechische Inschrift auf der Basis des Obelisken. Sie lässt sich dadurch in die Zeit von 124 bis 118 v. Chr. datieren. Der Text besteht aus den Abschriften dreier Dokumente aus dem Schriftverkehr zwischen den Priestern in Philae und den drei Herrschern. Das chronologisch erste Dokument wurde als dritter Text auf die Basis geschrieben. Es handelt sich um eine Beschwerde der Priester, die sich darüber beklagen, welche Belastung ihnen durch die Pflicht entstehe, durchreisende königliche Beamte zu versorgen. Ptolemaios und die beiden Kleopatras antworteten mit einem Schreiben an den Statthalter (Strategos) der Thebais, in dem sie diesen anordneten, dem Wunsch der Priester zu entsprechen und sie nicht weiter zu behelligen (zweites Dokument auf der Obeliskenbasis). Einen zweiten Brief sandten die drei Herrscher an das Heiligtum von Philae und informierten diese darüber, dass sie der Bitte der Priesterschaft entsprochen hätten (erstes Dokument auf der Obeliskenbasis).
Die beiden Schreiben der drei ptolemäischen Herrscher, also die ersten zwei Texte der griechischen Inschrift, waren nur in roter Farbe aufgemalt. Nach der Entdeckung des Obelisken in Ägypten waren sie noch zu erkennen, durch das Klima in Großbritannien sind sie seitdem jedoch verschwunden. Erst durch Reflectance Transformation Imaging ließen sich die Texte 2014/2015 teilweise wieder sichtbar machen. Der dritte Text, das ursprüngliche Beschwerdeschreiben der Priester, war dagegen in den Stein eingemeißelt und ist daher auch am Original noch erkennbar.

## Neuzeitliche Geschichte

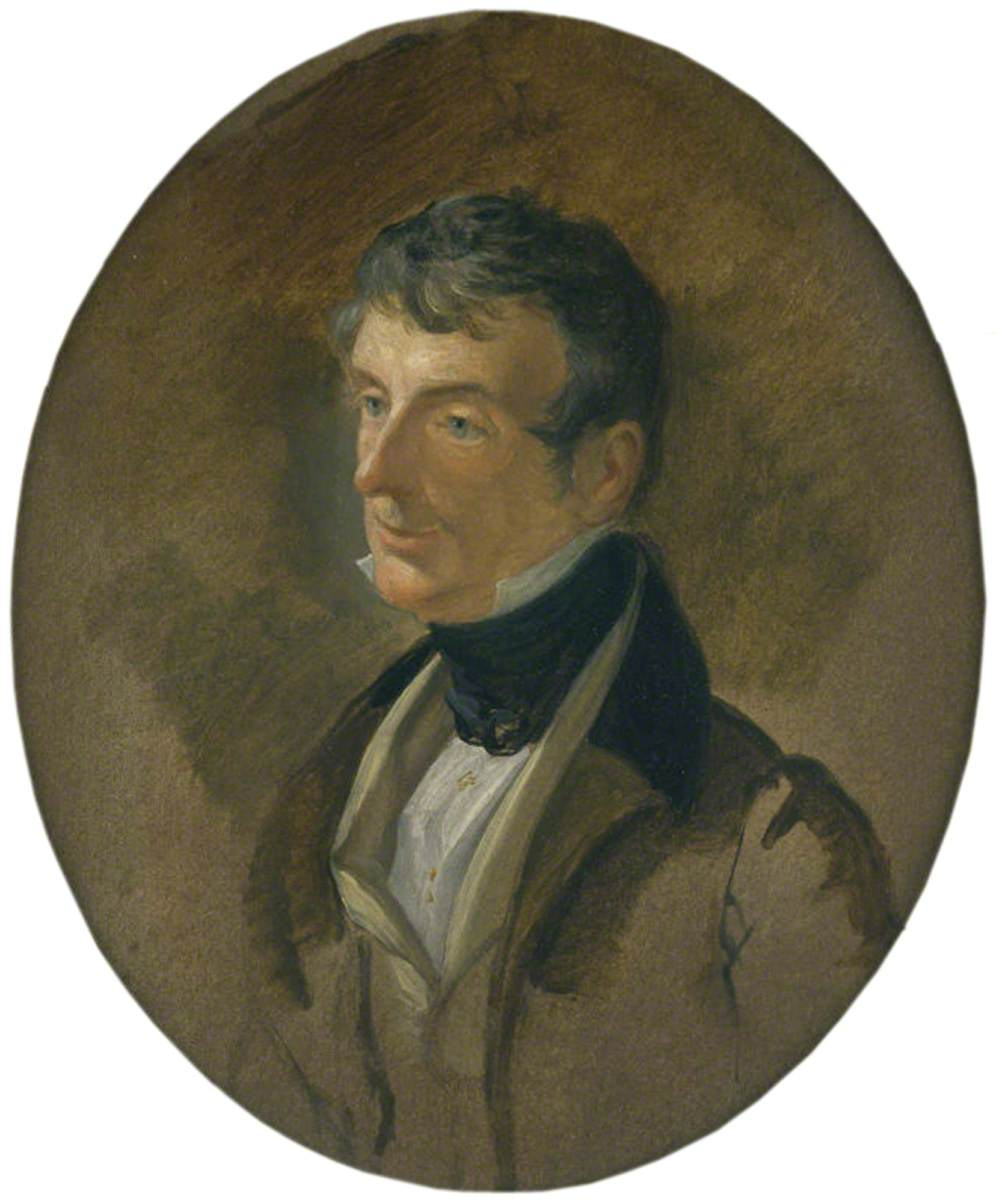
Porträt von William John Bankes, gemalt von George Hayter in den 1830er Jahren

Während der 1820er Jahre erwarb der englische Politiker und Forschungsreisende William John Bankes den Obelisken aus Philae und ließ ihn auf sein Anwesen Kingston Lacy in der englischen Grafschaft Dorset transportieren. Das Unternehmen wurde von dem berühmten Ägyptologen und Abenteurer Giovanni Battista Belzoni geleitet. Der Obelisk wurde im Garten aufgestellt und ist dort, inzwischen stark verwittert, immer noch zu sehen. Das zugehörige Landgut wird heute vom National Trust verwaltet.
Bankes fiel auf, dass der Obelisk sowohl eine Inschrift in ägyptischen Hieroglyphen auch eine in altgriechischer Sprache trug. Anders als beim Stein von Rosette handelte es sich aber um zwei verschiedene Texte. Bankes gelang es trotzdem, in dem Hieroglyphen-Text die in Kartuschen gemeißelten Namen Ptolemäus und Kleopatra zu identifizieren, was Jean-François Champollion später bei der Entzifferung der Hieroglyphen half.
Aufgrund seiner Bedeutung ähnlich dem Stein von Rosette ist der Obelisk Namensgeber für die Philae-Sonde, die im Rahmen der Rosetta-Mission am 12. November 2014 auf dem Kometen Tschurjumow-Gerassimenko landete.